# 20 (албум на „Ноу Ейнджълс“)
20 е шестият студиен албум на германската група No Angels. Излиза на пазара на 4 юни 2021 г., по случай 20-годишнината от създаването на групата. Достига до първо място в Германия. От него са издадени 4 сингъла „Daylight in Your Eyes“, „Still in Love with You, „Mad Wild“ и „When the Angels Sing“.

## Списък с песните
1. „Daylight in Your Eyes“ (празнична версия) – 3:31
2. „Still in Love with You“ (празнична версия) – 3:38
3. „Something About Us“ (празнична версия) – 3:34
4. „When the Angels Sing“ (празнична версия) – 3:46
5. „Rivers of Joy“ (празнична версия) – 3:30
6. „There Must Be an Angel“ (празнична версия) – 3:57
7. „We Keep the Spirit Alive“ – 3:26
8. „All Cried Out“ (празнична версия) – 3:32
9. „Someday“ (празнична версия) – 3:18
10. „Mad Wild“ – 2:39
11. „Washes Over Me“ (празнична версия) – 4:12
12. „Feelgood Lies“ (празнична версия) – 3:34
13. „A New Day“ – 3:16
14. „Faith Can Move a Mountain“ (празнична версия) – 3:41
15. „Cold as Ice“ (празнична версия) – 4:12
16. „Love You for Eternity“ – 3:51
17. „Cry for You“ (празнична версия) – 3:34
18. „No Angel (It's All in Your Mind)“ (празнична версия) – 3:12
19. „That's the Reason“ (празнична версия) – 3:35
20. „Still in Love with You“ (акустична празнична версия) – 3:38